# Boreus borealis
Boreus borealis är en näbbsländeart som beskrevs av Banks 1923. Boreus borealis ingår i släktet Boreus och familjen snösländor. Inga underarter finns listade i Catalogue of Life.